# Okres Dabas
Okres Dabas (maďarsky Dabasi járás) je jedním z osmnácti okresů maďarské župy Pest. Jeho centrem je město Dabas.

## Sídla
V okrese se nachází celkem 11 měst a obcí.
Města
- Dabas
- Örkény
- Újhartyán

Městyse
- Bugyi
- Hernád
- Inárcs
- Táborfalva

Obce
- Kakucs
- Pusztavacs
- Tatárszentgyörgy
- Újlengyel